# Jastków (Lublin)
Pour les articles homonymes, voir Jastków.
Jastków (prononciation : [ˈjastkuf]) est un village polonais de la gmina de Jastków dans le powiat de Lublin de la voïvodie de Lublin dans l'est de la Pologne.
Le village est le siège administratif (chef-lieu) de la gmina appelée gmina de Jastków.
Il se situe à environ 11 kilomètres au nord-ouest de Lublin (siège du powiat et capitale de la voïvodie).
Le village compte approximativement une population de 700 habitants.

## Histoire
De 1975 à 1998, le village est attaché administrativement à l'ancienne Voïvodie de Lublin.

Depuis 1999, il fait partie de la nouvelle voïvodie de Lublin.